# Улары
Ула́ры, или го́рные инде́йки (лат. Tetraogallus), — род птиц из семейства фазановых (Phasianidae). Длина тела 50—70 см. Распространены в высокогорных районах Евразии — от Турции на западе до Монголии и Китая на востоке.

## Классификация
Международный союз орнитологов относит к роду пять видов:
- Тибетский улар (Tetraogallus tibetanus) — восток Памира, Гималаи, Сино-Тибетские горы, Куньлунь[3].
- Алтайский улар (Tetraogallus altaicus) — Алтайские горы, Саяны[4];
- Кавказский улар (Tetraogallus caucasicus) — Большой Кавказ[5];
- Каспийский улар (Tetraogallus caspius) — Таврские и Понтийские горы, Эльбурс, Копетдаг, Загрос[6];
- Гималайский улар (Tetraogallus himalayensis) — Тянь-Шань, Памиро-Алай, Гиндукуш, Куньлунь, запад Гималаев[7];